# Olympische Sommerspiele 2020/Badminton (Mixed)
Das Badminton-Mixed-Doppel bei den Olympischen Spielen 2020 wurde vom 24. bis 30. Juli 2021 im Musashino Forest Sport Plaza ausgetragen.

## Titelverteidiger
| Olympiasieger | Tontowi Ahmad / Liliyana Natsir | Rio de Janeiro 2016 |
| Weltmeister   | Huang Yaqiong / Zheng Siwei     | Basel 2019          |

## Setzliste
| Nr. | Paarung                                        | Erreichte Runde |
| --- | ---------------------------------------------- | --------------- |
| 01. | Zheng Siwei Huang Yaqiong                      | Silber          |
| 02. | Wang Yilu Huang Dongping                       | Gold            |
| 03. | Dechapol Puavaranukroh Sapsiree Taerattanachai | Viertelfinale   |
| 04. | Praveen Jordan Melati Daeva Oktavianti         | Viertelfinale   |

## Ergebnisse

### Gruppenphase

#### Gruppe A
| Duo                           | Spiele   | Spiele | Spiele | Sätze | Sätze | Sätze | Spielpunkte | Spielpunkte | Spielpunkte | Punkte |
| Duo                           | gespielt | gew.   | verl.  | gew.  | verl. | Diff. | gew.        | verl.       | Diff.       | Punkte |
| ----------------------------- | -------- | ------ | ------ | ----- | ----- | ----- | ----------- | ----------- | ----------- | ------ |
| Zheng Siwei Huang Yaqiong (1) | 3        | 3      | 0      | 6     | 0     | +6    | 127         | 81          | +46         | 3      |
| Seo Seung-jae Chae Yoo-jung   | 3        | 2      | 1      | 4     | 3     | +1    | 131         | 99          | +32         | 2      |
| Robin Tabeling Selena Piek    | 3        | 1      | 2      | 3     | 4     | −1    | 124         | 114         | +10         | 1      |
| Adham Hatem Elgamal Doha Hany | 3        | 0      | 3      | 0     | 6     | −6    | 38          | 126         | −88         | 0      |

| Doppel 1                      | Ergebnis                  | Doppel 2                      |
| 24. Juli 2021, 10:20 Uhr      | 24. Juli 2021, 10:20 Uhr  | 24. Juli 2021, 10:20 Uhr      |
| ----------------------------- | ------------------------- | ----------------------------- |
| Zheng Siwei Huang Yaqiong (1) | 2:0 (21:5, 21:10)         | Adham Hatem Elgamal Doha Hany |
| 24. Juli 2021, 10:20 Uhr      |                           |                               |
| Seo Seung-jae Chae Yoo-jung   | 2:1 (16:21, 21:15, 21:11) | Robin Tabeling Selena Piek    |
| 25. Juli 2021, 14:00 Uhr      |                           |                               |
| Zheng Siwei Huang Yaqiong (1) | 2:0 (21:15, 22:20)        | Robin Tabeling Selena Piek    |
| 25. Juli 2021, 18:00 Uhr      |                           |                               |
| Seo Seung-jae Chae Yoo-jung   | 2:0 (21:7, 21:3)          | Adham Hatem Elgamal Doha Hany |
| 26. Juli 2021, 10:40 Uhr      |                           |                               |
| Robin Tabeling Selena Piek    | 2:0 (21:9, 21:4)          | Adham Hatem Elgamal Doha Hany |
| 26. Juli 2021, 12:40 Uhr      |                           |                               |
| Zheng Siwei Huang Yaqiong (1) | 2:0 (21:14, 21:17)        | Seo Seung-jae Chae Yoo-jung   |

#### Gruppe B
| Duo                                                | Spiele   | Spiele | Spiele | Sätze | Sätze | Sätze | Spielpunkte | Spielpunkte | Spielpunkte | Punkte |
| Duo                                                | gespielt | gew.   | verl.  | gew.  | verl. | Diff. | gew.        | verl.       | Diff.       | Punkte |
| -------------------------------------------------- | -------- | ------ | ------ | ----- | ----- | ----- | ----------- | ----------- | ----------- | ------ |
| Marcus Ellis Lauren Smith                          | 3        | 3      | 0      | 6     | 0     | +6    | 126         | 98          | +28         | 3      |
| Dechapol Puavaranukroh Sapsiree Taerattanachai (3) | 3        | 2      | 1      | 4     | 2     | +2    | 115         | 85          | +30         | 2      |
| Thom Gicquel Delphine Delrue                       | 3        | 1      | 2      | 2     | 4     | −2    | 101         | 109         | −8          | 1      |
| Joshua Hurlburt-Yu Josephine Wu                    | 3        | 0      | 3      | 0     | 6     | −6    | 76          | 126         | −50         | 0      |

| Doppel 1                                           | Ergebnis                | Doppel 2                        |
| 24. Juli 2021, 9:40 Uhr                            | 24. Juli 2021, 9:40 Uhr | 24. Juli 2021, 9:40 Uhr         |
| -------------------------------------------------- | ----------------------- | ------------------------------- |
| Marcus Ellis Lauren Smith                          | 2:0 (21:18, 21:17)      | Thom Gicquel Delphine Delrue    |
| 24. Juli 2021, 18:40 Uhr                           |                         |                                 |
| Dechapol Puavaranukroh Sapsiree Taerattanachai (3) | 2:0 (21:13, 21:6)       | Joshua Hurlburt-Yu Josephine Wu |
| 25. Juli 2021, 12:00 Uhr                           |                         |                                 |
| Dechapol Puavaranukroh Sapsiree Taerattanachai (3) | 2:0 (21:9, 21:15)       | Thom Gicquel Delphine Delrue    |
| 25. Juli 2021, 19:20 Uhr                           |                         |                                 |
| Marcus Ellis Lauren Smith                          | 2:0 (21:13, 21:19)      | Joshua Hurlburt-Yu Josephine Wu |
| 26. Juli 2021, 12:00 Uhr                           |                         |                                 |
| Dechapol Puavaranukroh Sapsiree Taerattanachai (3) | 0:2 (17:21, 19:21)      | Marcus Ellis Lauren Smith       |
| 26. Juli 2021, 13:20 Uhr                           |                         |                                 |
| Thom Gicquel Delphine Delrue                       | 2:0 (21:12, 21:13)      | Joshua Hurlburt-Yu Josephine Wu |

#### Gruppe C
| Duo                                        | Spiele   | Spiele | Spiele | Sätze | Sätze | Sätze | Spielpunkte | Spielpunkte | Spielpunkte | Punkte |
| Duo                                        | gespielt | gew.   | verl.  | gew.  | verl. | Diff. | gew.        | verl.       | Diff.       | Punkte |
| ------------------------------------------ | -------- | ------ | ------ | ----- | ----- | ----- | ----------- | ----------- | ----------- | ------ |
| Yuta Watanabe Arisa Higashino              | 3        | 3      | 0      | 6     | 1     | +5    | 146         | 93          | +53         | 3      |
| Praveen Jordan Melati Daeva Oktavianti (4) | 3        | 2      | 1      | 4     | 3     | +1    | 130         | 135         | −5          | 2      |
| Mathias Christiansen Alexandra Bøje        | 3        | 1      | 2      | 3     | 4     | −1    | 131         | 127         | +4          | 1      |
| Simon Leung Gronya Somerville              | 3        | 0      | 3      | 1     | 6     | −5    | 94          | 146         | −52         | 0      |

| Doppel 1                                   | Ergebnis                  | Doppel 2                            |
| 24. Juli 2021, 9:00 Uhr                    | 24. Juli 2021, 9:00 Uhr   | 24. Juli 2021, 9:00 Uhr             |
| ------------------------------------------ | ------------------------- | ----------------------------------- |
| Yuta Watanabe Arisa Higashino              | 2:1 (20:22, 21:11, 21:15) | Mathias Christiansen Alexandra Bøje |
| 24. Juli 2021, 11:40 Uhr                   |                           |                                     |
| Praveen Jordan Melati Daeva Oktavianti (4) | 2:1 (20:22, 21:17, 21:13) | Simon Leung Gronya Somerville       |
| 25. Juli 2021, 13:20 Uhr                   |                           |                                     |
| Praveen Jordan Melati Daeva Oktavianti (4) | 2:0 (24:22, 21:19)        | Mathias Christiansen Alexandra Bøje |
| 25. Juli 2021, 18:40 Uhr                   |                           |                                     |
| Yuta Watanabe Arisa Higashino              | 2:0 (21:7, 21:15)         | Simon Leung Gronya Somerville       |
| 26. Juli 2021, 10:40 Uhr                   |                           |                                     |
| Praveen Jordan Melati Daeva Oktavianti (4) | 0:2 (13:21, 10:21)        | Yuta Watanabe Arisa Higashino       |
| 26. Juli 2021, 13:20 Uhr                   |                           |                                     |
| Mathias Christiansen Alexandra Bøje        | 2:0 (21:6, 21:14)         | Simon Leung Gronya Somerville       |

#### Gruppe D
| Duo                           | Spiele   | Spiele | Spiele | Sätze | Sätze | Sätze | Spielpunkte | Spielpunkte | Spielpunkte | Punkte |
| Duo                           | gespielt | gew.   | verl.  | gew.  | verl. | Diff. | gew.        | verl.       | Diff.       | Punkte |
| ----------------------------- | -------- | ------ | ------ | ----- | ----- | ----- | ----------- | ----------- | ----------- | ------ |
| Wang Yilu Huang Dongping (2)  | 3        | 3      | 0      | 6     | 0     | +6    | 129         | 101         | +28         | 3      |
| Tang Chun Man Tse Ying Suet   | 3        | 2      | 1      | 4     | 4     | 0     | 145         | 155         | −10         | 2      |
| Mark Lamsfuß Isabel Herttrich | 3        | 1      | 2      | 3     | 4     | −1    | 139         | 135         | +4          | 1      |
| Chan Peng Soon Goh Liu Ying   | 3        | 0      | 3      | 1     | 6     | −5    | 114         | 136         | −22         | 0      |

| Doppel 1                     | Ergebnis                  | Doppel 2                      |
| 24. Juli 2021, 12:20 Uhr     | 24. Juli 2021, 12:20 Uhr  | 24. Juli 2021, 12:20 Uhr      |
| ---------------------------- | ------------------------- | ----------------------------- |
| Wang Yilu Huang Dongping (2) | 2:0 (24:22, 21:17)        | Mark Lamsfuß Isabel Herttrich |
| 24. Juli 2021, 19:20 Uhr     |                           |                               |
| Chan Peng Soon Goh Liu Ying  | 1:2 (18:21, 21:10, 16:21) | Tang Chun Man Tse Ying Suet   |
| 25. Juli 2021, 11:20 Uhr     |                           |                               |
| Chan Peng Soon Goh Liu Ying  | 0:2 (12:21, 15:21)        | Mark Lamsfuß Isabel Herttrich |
| 25. Juli 2021, 12:00 Uhr     |                           |                               |
| Wang Yilu Huang Dongping (2) | 2:0 (21:12, 21:18)        | Tang Chun Man Tse Ying Suet   |
| 26. Juli 2021, 12:00 Uhr     |                           |                               |
| Tang Chun Man Tse Ying Suet  | 2:1 (22:20, 20:22, 21:16) | Mark Lamsfuß Isabel Herttrich |
| 26. Juli 2021, 18:40 Uhr     |                           |                               |
| Wang Yilu Huang Dongping (2) | 2:0 (21:13, 21:19)        | Chan Peng Soon Goh Liu Ying   |

### Finalrunde
|  | Viertelfinale | Viertelfinale                                    | Viertelfinale                 | Viertelfinale | Viertelfinale |    |                               | Halbfinale                      | Halbfinale       | Halbfinale       | Halbfinale       | Halbfinale       |                  |    | Finale                      | Finale                          | Finale | Finale | Finale |
|  |               |                                                  |                               |               |               |    |                               |                                 |                  |                  |                  |                  |                  |    |                             |                                 |        |        |        |
|  | 1             | Zheng Siwei / Huang Yaqiong                      | 21                            | 21            |               |    |                               |                                 |                  |                  |                  |                  |                  |    |                             |                                 |        |        |        |
|  | 4             | Praveen Jordan / Melati Daeva Oktavianti         | 17                            | 15            |               |    |                               |                                 |                  |                  |                  |                  |                  |    |                             |                                 |        |        |        |
|  | 4             | Praveen Jordan / Melati Daeva Oktavianti         | 17                            | 15            |               | 1  | Zheng Siwei / Huang Yaqiong   | 21                              | 21               |                  |                  |                  |                  |    |                             |                                 |        |        |        |
|  |               |                                                  |                               |               |               | 1  | Zheng Siwei / Huang Yaqiong   | 21                              | 21               |                  |                  |                  |                  |    |                             |                                 |        |        |        |
|  |               |                                                  | Tang Chun Man / Tse Ying Suet | 16            | 12            |    |                               |                                 |                  |                  |                  |                  |                  |    |                             |                                 |        |        |        |
|  |               | Marcus Ellis / Lauren Smith                      | Tang Chun Man / Tse Ying Suet | 16            | 12            | 13 | 18                            |                                 |                  |                  |                  |                  |                  |    |                             |                                 |        |        |        |
|  |               |                                                  |                               |               |               |    | 18                            |                                 |                  |                  |                  |                  |                  |    |                             |                                 |        |        |        |
|  |               | Tang Chun Man / Tse Ying Suet                    | 21                            | 21            |               |    |                               |                                 |                  |                  |                  |                  |                  |    |                             |                                 |        |        |        |
|  |               |                                                  |                               |               |               |    |                               |                                 |                  |                  |                  |                  |                  | 1  | Zheng Siwei / Huang Yaqiong | 17                              | 21     | 19     |        |
|  |               | 2                                                | Wang Yilu / Huang Dongping    | 21            | 17            | 21 |                               |                                 |                  |                  |                  |                  |                  |    |                             |                                 |        |        |        |
|  |               | Yuta Watanabe / Arisa Higashino                  | 15                            | 21            | 21            |    |                               |                                 |                  |                  |                  |                  |                  |    |                             |                                 |        |        |        |
|  | 3             | Dechapol Puavaranukroh / Sapsiree Taerattanachai | 21                            | 16            | 14            |    |                               |                                 |                  |                  |                  |                  |                  |    |                             |                                 |        |        |        |
|  | 3             | Dechapol Puavaranukroh / Sapsiree Taerattanachai | 21                            | 16            | 14            |    |                               | Yuta Watanabe / Arisa Higashino | 23               | 15               | 14               |                  |                  |    |                             |                                 |        |        |        |
|  |               |                                                  |                               |               |               |    |                               | Yuta Watanabe / Arisa Higashino | 23               | 15               | 14               |                  |                  |    |                             |                                 |        |        |        |
|  |               | 2                                                | Wang Yilu / Huang Dongping    | 21            | 21            | 21 |                               |                                 | Spiel um Platz 3 | Spiel um Platz 3 | Spiel um Platz 3 | Spiel um Platz 3 | Spiel um Platz 3 |    |                             |                                 |        |        |        |
|  |               | 2                                                | Wang Yilu / Huang Dongping    | 21            | 21            | 21 | Seo Seung-jae / Chae Yoo-jung | 09                              | Spiel um Platz 3 | Spiel um Platz 3 | Spiel um Platz 3 | Spiel um Platz 3 | Spiel um Platz 3 | 16 |                             |                                 |        |        |        |
|  |               |                                                  |                               |               |               |    |                               |                                 |                  |                  |                  |                  |                  | 16 |                             |                                 |        |        |        |
|  | 2             | Wang Yilu / Huang Dongping                       | 21                            | 21            |               |    |                               |                                 |                  |                  |                  |                  |                  |    |                             | Tang Chun Man / Tse Ying Suet   | 17     | 21     |        |
|  |               |                                                  |                               |               |               |    |                               |                                 |                  |                  |                  |                  |                  |    |                             | Yuta Watanabe / Arisa Higashino | 21     | 23     |        |

### Medaillengewinner
| Rang   | Medaillengewinner               |
| ------ | ------------------------------- |
| Gold   | Wang Yilu / Huang Dongping      |
| Silber | Zheng Siwei / Huang Yaqiong     |
| Bronze | Yuta Watanabe / Arisa Higashino |

## Weblink
- Badminton bei den Olympischen Spielen 2020